# Carpotroche brasiliensis
Carpotroche brasiliensis är en tvåhjärtbladig växtart som först beskrevs av Giuseppe Raddi, och fick sitt nu gällande namn av Stephan Ladislaus Endlicher. Carpotroche brasiliensis ingår i släktet Carpotroche och familjen Achariaceae. Utöver nominatformen finns också underarten C. b. bahiensis.